# Pensionistenklubs der Stadt Wien
Die PensionistInnenklubs für die Stadt Wien teilen sich in 120 Bezirksklubs auf, die in verschiedenen Lokalen in allen Bezirken untergebracht sind. Zudem stehen allen Bewohnern der Häuser zum Leben und externen Besuchern 30 Hausklubs zur Verfügung. Die Pensionistenklubs werden vom Kuratorium Wiener Pensionisten-Wohnhäuser (KWP) betrieben. Das KWP wird nicht von einer Magistratsabteilung verwaltet. Es untersteht dem Stadtratsbüro (Geschäftsgruppe) für Gesundheit, Soziales und Generationen. Der Präsident des KWP-Vorstandes ist Stadtrat Peter Hacker. Die Geschäftsführung hat seit 2021 Christian Hennefeind inne.

## Geschichte
Die Gründung erfolgte im November 1946 als soziale Einrichtung, um alte, kranke und vom Zweiten Weltkrieg in Armut gestürzte Mitbürger zu unterstützen. Es herrschte Mangel an Öl, Gas und Lebensmitteln. Auch die Kohleförderung war nach den Kriegsjahren noch sehr eingeschränkt.
Der Winter 1946/47 war mit Temperaturen bis minus 22 Grad außerordentlich streng. Eine halbe Kilowattstunde Strom stand jedem Haushalt zu. Das genügte gerade, um eine Glühbirne einige Stunden lang leuchten zu lassen. In einer Aussendung vom 13. Jänner 1947 appellierte daher Bürgermeister Theodor Körner: „Wenn 100 Kochplatten ausgeschaltet werden, können 4.000 Lampen mehr brennen!“
Das war auch der Hintergedanke zur Schaffung der „Wärmestuben“: An 45 Standorten wurden Treffpunkte geschaffen, die mit Öfen und Sitzgelegenheit ausgestattet waren. Dort wurden Heißgetränke und Suppe ausgeschenkt – vor allem an Senioren und Kinder. Die Wohnungen der Besucher mussten in der Zeit des Besuchs nicht geheizt werden und so konnte viel Energie gespart werden. Allein im Jänner 1947 wurden 101.652 heiße Getränke in den Wärmestuben verteilt.
Bis 1961 waren die Wärmestuben unter dem Namen „Tagesheimstätten“ einkommensschwachen Pensionisten vorbehalten. 1962 wurden die ehemaligen Tagesheimstätten für alle Pensionisten geöffnet. Es erfolgte die Umbenennung in Pensionistenklubs. Mit 1. Jänner 2001 wurde der gesamte Betrieb der Pensionistenklubs von der Stadt Wien an das Kuratorium Wiener Pensionisten-Wohnhäuser übertragen, verbunden mit dem Auftrag, Konzepte für eine moderne Seniorenarbeit zu entwickeln, die der älteren Generation eine effiziente und zeitgemäße Betreuung mit interessanten Aktivitätsformen bietet.

## Zielgruppe
Die Pensionistenklubs stehen allen älteren Wienern offen. Der Besuch der Klubs ist kostenlos, erfordert jedoch eine einmalige Anmeldung.

## Angebote
In den Jahrzehnten nach der Gründung waren die Pensionistenklubs für sozial schwache Pensionisten ausgelegt, die sich das Heizen der Wohnung und/oder warme Mahlzeiten nicht oder nicht ausreichend leisten konnten. Die Bedeutung der Pensionistenklubs hat sich seitdem deutlich verändert. Heute überwiegt der Wunsch nach Geselligkeit und gemeinsamen Aktivitäten. Nachgefragt werden auch Bildungsangebote. Die meisten Klubs bieten zum Beispiel Internetstationen an. Sehr beliebt sind Computerkurse, Angebote wie Nordic Walking oder gemeinsame Aktivitäten wie Basteln, Singen oder Kartenspielen. In Zusammenarbeit mit der Wiener Gesundheitsförderung entstehen laufend neue „Gesunde Klubs“. Hier stehen mehrmals pro Woche gesundheitsförderliche Aktivitäten auf dem Programm. Der Bogen spannt sich dabei von Tanzen über Singen bis hin zu virtuellem Bowling. Altersgerechte Bewegungseinheiten oder Yoga finden sich ebenso in den Programmen wie „Gesunde Jause“, Gedächtnistraining oder Vorträge zu verschiedenen Gesundheitsthemen.
Die Inanspruchnahme sämtlicher Angebote ist freiwillig. Klubbesuche sind auch ohne Teilnahme an den Aktivitäten möglich.